# ゲオルギー・シュパーギン
ゲオルギー・セミョーノヴィチ・シュパーギン（ロシア語: Георгий Семёнович Шпагин, ラテン文字転写: Georgii Semyonovich Shpagin、1897年4月29日 - 1952年2月6日）は、ロシア帝国、ソビエト連邦の軍人、銃器設計者。
第二次世界大戦中に赤軍が使用した短機関銃として有名なPPSh-41の生みの親として知られ、同様に重機関銃のDShK38をヴァシーリー・デグチャリョーフと共同で設計した。

## 経歴
シュパーギンは1897年にロシア帝国のコヴロフ郡で農民の家族の元で生まれ、1909年の12歳になる前に3年間学校に通った、彼は第一次世界大戦時に東部戦線で戦う為1916年にロシア軍に召集され、翌年には大砲の修理要員に割り当てられた。

## ロシア革命
ロシア革命の間に赤軍に加わり、ヴラジーミル州における銃の整備士として働いていた。 1920年にはウラジーミル・グリゴーリエヴィチ・フョードロフとヴァシーリー・デグチャリョーフと共に武器設計に関わる仕事をして働いていた。

## 開発
いくつもの失敗作を作り続けた15年後の1938年に、シュパーギンの工房がDShK38重機関銃を発表した。これは対人銃としても、対空砲としても、さらには軽対戦車兵器としても広く使用され、この銃は約8000丁が第二次世界大戦中に使用された。
1940年にソ連軍はPPD-40に替わる、大量生産可能な新型短機関銃の開発を提示した。シュパーギンはPPD系を徹底的に分析し、これをより近代的な生産方式で製造することを考えた。そうして開発された短機関銃がPPSh-41である。安価でメンテナンスが容易なPPSh-41は、第二次世界大戦中の赤軍の標準装備となる短機関銃となった。
しかし、軍当局はPPSh-41の生産が軌道に乗ると、少し材料を浪費していると考えるようになり、1942年にソ連軍はPPSh-41よりコンパクトで生産効率が良い新型短機関銃の開発を要求する。シュパーギンは試作短機関銃PPSh-2を提出するが、アレクセイ・スダエフが試作したPPSに敗れた。ただし、PPSh-41自体はPPSと並行して1945年まで生産され続けた。
1944年にシュパーギンはソビエト連邦共産党に加わった。

## 戦後
シュパーギンは1946年から1950年の時にソビエト連邦最高会議のメンバーだったが、深刻な胃癌になり、1952年2月6日にそれが原因で死亡した。

## 勲章と受賞歴
1941年に2級スターリン賞、1945年9月16日には「新たな兵器の作成と赤軍の戦闘力を上げた」功績により社会主義労働英雄の称号を授与された。
さらに戦時中の1941年、1943年、1945年にレーニン勲章を計3度受章した事に加えて、1945年に二級スヴォーロフ勲章と1938年に赤星勲章を授与された。

## 死後の評価
キーロフにある通りにはシュパーギンの名を名づけられた。コヴロフとキーロフにはシュパーギンの巨大なモニュメントがある。